# Auguste Mossy
Auguste Mossy, né le 12 décembre 1764 à Marseille et mort le 14 décembre 1820 à Paris, était un imprimeur et maire de Marseille. Il joue un rôle important dans la vie politique marseillaise sous la Révolution française et sous le Premier Empire.

## Biographie

### Jeunesse et parcours professionnel
Antoine Auguste Cécile Mossy naît le 12 décembre 1764 à Marseille.
Après avoir commencé une carrière d'avocat, il entre en 1783 dans l’imprimerie que son père Jean Mossy avait créée avec son frère aîné prénommé lui aussi Jean. En 1791, il ouvre sa propre imprimerie.

### Parcours politique

#### Militantisme
Devenu entre-temps un ardent patriote, il est enfermé le 12 janvier 1790 au fort Saint-Jean par le prévôt de Bournissac à la suite du rassemblement organisé le 8 décembre 1789 pour la libération des emprisonnés de l'affaire de la Tourette, rassemblement qui avait tourné à l'émeute faisant plusieurs morts et blessés. Comme ses autres camarades arrêtés dans cette affaire, Auguste Mossy ne sera libéré qu'en mars 1790 grâce notamment à l'intervention de Mirabeau à l'Assemblée nationale du 26 janvier.
Le 14 février 1791, il entre au Conseil municipal dirigé par Jean-Raymond Mourraille. Il y restera jusqu'au 23 janvier 1793, avant d'être, comme les autres jacobins, en butte aux attaques du mouvement sectionnaire.
Après la journée du 10 août 1792, où le bataillon des volontaires marseillais s'était couvert de gloire, il avait envoyé une adresse à la Société des amis de la Constitution de la rue Thubaneau pour demander le remplacement de la Monarchie par la République, ce qui lui a vaudra d'être considéré comme le premier républicain de Marseille.

#### Maire de Marseille
Au moment de l'institution à Marseille des trois mairies, créées par la Constitution de l'an VIII, il est nommé président en 1797, puis maire le 8 avril 1800 de celle du Centre. Il installera les locaux de la municipalité dans son imprimerie du 45 rue d'Aubagne jusqu'à ce que la loi du 6 mars 1805 réinstaure la mairie unique.
Devenu grâce à l'achat de biens nationaux l'un des hommes les plus riches du département sous l'Empire, il est aussi un fervent partisan de Napoléon Ier qui le fait chevalier de la légion d'honneur en 1805 et chevalier de l'Empire par lettres patentes du 2 avril 1812.
Au moment de la Restauration, il multiplie les protestations de fidélité au nouveau régime, ce qui ne l'empêche pas d'être destitué de ses fonctions, ni de subir le pillage de sa maison.